# Walter Schwier
Walter Schwier (* 17. August 1916 in Todtenhausen (Minden); † 16. Mai 1978 in Herdecke) war ein deutscher Politiker (SPD) und Kommunalbeamter.

## Leben
Nach dem Schulbesuch mit Abschluss der mittleren Reife erlernte Schwier den Beruf des Kaufmanns. Von 1931 bis 1933 war er Mitglied der Sozialistischen Arbeiter-Jugend.
Nach der Teilnahme am  Zweiten Weltkrieg kehrte er im September 1946 aus sowjetischer Gefangenschaft auf der Krim nach Todtenhausen zurück.
Noch im gleichen Jahr wurde er Mitglied der SPD und der Gewerkschaft ÖTV. Von 1947 bis 1961 war er Beamter beim damaligen Landkreis Minden. Vom 21. Juli 1958  bis zum 22. Juli 1962 gehörte er dem Landtag von Nordrhein-Westfalen als direkt gewählter Abgeordneter des Wahlkreises Minden-Nord an.
Von 1961 bis 1973 war er Stadtdirektor in Herdecke. Er war einer der Wegbereiter für das Gemeinschaftskrankenhaus Herdecke, das 1969  eingeweiht wurde. Für seine Verdienste um die Stadt Herdecke wurde ihm der Ehrenring der Stadt verliehen.
Ab 24. Juli 1966 bis zum 27. Mai 1975 vertrat er den Wahlkreis Ennepe-Ruhr-Kreis II im Landtag von Nordrhein-Westfalen.